# Fantasy Filmfest 2002
Das 16. Fantasy Filmfest (2002) fand in der Zeit vom 24. Juli bis 21. August für jeweils eine Woche in den Städten Berlin, Frankfurt, Hamburg, Köln, München und Stuttgart statt.

## Liste der gezeigten Filme
| Titel                                          | Regisseur                              | Sparte             |
| ---------------------------------------------- | -------------------------------------- | ------------------ |
| 2009 Lost Memories                             | Lee Si-myung                           | Focus Asia         |
| 29 Palms                                       | Leonardo Ricagni                       | Official Selection |
| The 51st State                                 | Ronny Yu                               | Official Selection |
| Almost Blue                                    | Alex Infascelli                        | Best of Festivals  |
| Alone                                          | Phil Claydon                           | Official Selection |
| Anazapta                                       | Alberto Sciamma                        | Official Selection |
| An Angel for May                               | Harley Cokeliss                        | Official Selection |
| The Antman                                     | Christoph Gampl                        | Planet B           |
| Avalon – Spiel um dein Leben                   | Mamoru Oshii                           | Wild Bunch         |
| The Avenging Fist                              | Andrew Lau und Corey Yuen              | Focus Asia         |
| Belphégor                                      | Jean-Paul Salomé                       | Official Selection |
| Black Serenade                                 | Pedro L. Barbero und Vicente J. Martín | Official Selection |
| Blackwoods                                     | Uwe Boll                               | Best of Festivals  |
| Bloody Mallory – Die Dämonenjägerin            | Julien Magnat                          | Wild Bunch         |
| The Bunker - Der Feind ist nicht dort draussen | James Foley                            | Official Selection |
| Cube 2: Hypercube                              | Andrzej Sekuła                         | Official Selection |
| Demonlover                                     | Olivier Assayas                        | Wild Bunch         |
| Detective Lovelorn und die Rache des Pharao    | Thomas Frick                           | Planet B           |
| The Devil’s Backbone                           | Guillermo del Toro                     | Centerpiece        |
| Dog Soldiers                                   | Neil Marshall                          | Official Selection |
| Arac Attack – Angriff der achtbeinigen Monster | Ellory Elkayem                         | Official Selection |
| Ohne jeden Ausweg                              | Keith Snyder                           | Official Selection |
| The Eye                                        | Oxide Pang Chun und Danny Pang Fat     | Closing Night      |
| Dämonisch                                      | Bill Paxton                            | Opening Night      |
| Fulltime Killer                                | Johnnie To und Wai Ka-Fai              | Focus Asia         |
| Funny Movie                                    | Jang Kyu-sung                          | Focus Asia         |
| Gangsters                                      | Olivier Marchal                        | Official Selection |
| Horror Hotline... Big Head Monster             | Pou-Soi Cheang                         | Focus Asia         |
| The House Next Door                            | Joey Travolta                          | Official Selection |
| Human Nature                                   | Michel Gondry                          | Best of Festivals  |
| Ichi the Killer                                | Takashi Miike                          | Focus Asia         |
| Impulse                                        | Miguel Alcantud                        | Official Selection |
| The Inside Story                               | Rob Sutherland                         | Official Selection |
| Intacto                                        | Juan Carlos Fresnadillo                | Official Selection |
| Irreversibel                                   | Gaspar Noé                             | Wild Bunch         |
| K-PAX – Alles ist möglich                      | Iain Softley                           | Official Selection |
| Kung Pow: Enter the Fist                       | Steve Oedekerk                         | Official Selection |
| Long Time Dead                                 | Marcus Adams                           | Official Selection |
| Mask Under Mask                                | Markus Goller                          | Planet B           |
| A Murder Ballad                                | Paul Sarossy                           | Official Selection |
| Mutant Aliens                                  | Bill Plympton                          | Best of Festivals  |
| Nexxt – Frau Plastic Chicken Show              | Árpád Schilling                        | Official Selection |
| Nine Queens                                    | Fabián Bielinsky                       | Official Selection |
| One Hour Photo                                 | Mark Romanek                           | Official Selection |
| Red Siren                                      | Olivier Megaton                        | Wild Bunch         |
| Die Herrschaft des Feuers                      | Rob Bowman                             | Official Selection |
| Requiem                                        | Hervé Renoh                            | Official Selection |
| Revelation                                     | Stuart Urban                           | Official Selection |
| Utena – The Movie                              | Kunihiko Ikuhara                       | Focus Asia         |
| Riders                                         | Gérard Pirès                           | Official Selection |
| Route 666                                      | William Wesley                         | Official Selection |
| Say Yes                                        | Kim Sung-hong                          | Focus Asia         |
| Schrei in der Dunkelheit                       | Julian Richards                        | Official Selection |
| St. John’s Wort                                | Ten Shimoyama                          | Focus Asia         |
| Ted Bundy                                      | Matthew Bright                         | Official Selection |
| Verführe mich!                                 | Bill Bennett                           | Official Selection |
| Crawlers                                       | John Allardice                         | Official Selection |
| Triggermen                                     | John Bradshaw                          | Official Selection |
| Legend of the Phantom Rider                    | Alex Erkiletian                        | Official Selection |
| The Untold                                     | Jonas Quastel                          | Official Selection |
| Versus                                         | Ryūhei Kitamura                        | Focus Asia         |
| Vidocq                                         | Pitof                                  | Official Selection |
| Wendigo - Dem Bösen geweiht                    | Larry Fessenden                        | Official Selection |

Neben dem Langfilmprogramm wurden in der Reihe Get Shorty diverse Kurzfilme gezeigt, u. a. Fait d'hiver von Dirk Beliën, Oh my God!? von Christophe van Rompaey und Der Pilot von Oliver Seiter (in der Kompilation Kurz – Der Film enthalten).